# Hydrophis nigrocinctus
Hydrophis nigrocinctus är en ormart som beskrevs av Daudin 1803. Hydrophis nigrocinctus ingår i släktet Hydrophis och familjen giftsnokar och underfamiljen havsormar. Inga underarter finns listade i Catalogue of Life.
Arten förekommer i havet framför kusterna i Bengaliska viken. Den registrerades i havsområden som tillhör Indien, Bangladesh och Myanmar. Hydrophis nigrocinctus är mycket sällsynt. Det senaste fyndet är från 1943. IUCN kategoriserar arten globalt som otillräckligt studerad.